# Star for Life
Star for Life er et svensk non-profit skoleprogram grundlagt i det sydlige Afrika for at mindske spredningen af HIV og AIDS blandt børn og unge. Grundlægger er den svenske entreprenør Dan Olofsson og dennes hustru Christin. 
Den første skole blev indviet i efteråret 2005 i den sydafrikanske provins KwaZulu-Natal.

## Trivia
Grevinde Alexandra udgav i november 2018 sin første sang. Singlen "Wash Me Away" var til støtte for Star of Life.